# Cheilodipterus quinquelineatus
Cheilodipterus quinquelineatus · Apogon à cinq lignes
Espèce
Cheilodipterus quinquelineatus, communément nommé Apogon à cinq lignes et parfois poisson cardinal à cinq lignes, est une espèce de poissons marins de la famille des Apogonidae .

L'Apogon à cinq lignes est présent dans les eaux tropicales de la région Indo-Pacifique, Mer Rouge incluse à des profondeurs de 3 à 40 m.

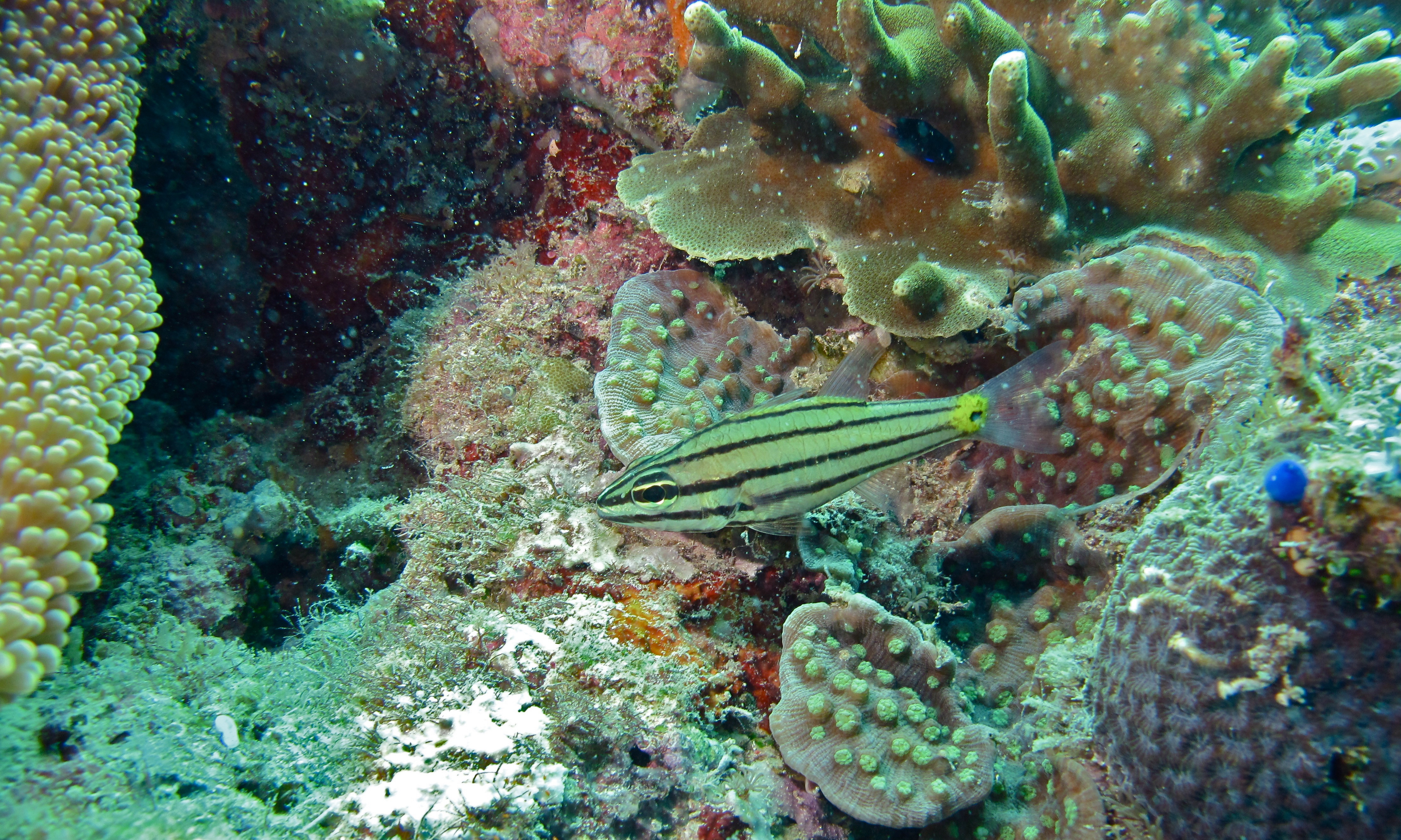
Cheilodipterus quinquelineatus (sabah, Malaisie)

Sa taille maximale est de 13 cm.